# Aspyr Media
Aspyr Media, Inc. pronunciado Aspire (en español "Aspirar") conocido como Aspyr es una compañía distribuidora de juegos y desarrollador fundado el 27 de septiembre de 1997 por Michael Rogers y Ted Staloch en Austin, Texas. Fue fundada originalmente para desarrollar ports de videojuegos a macOS.
Desde 2005 se ha convertido en editor y desarrollador de entretenimiento para múltiples plataformas de juegos.
Aspyr fue adquirida por Embracer Group en febrero de 2021 e incorporada dentro de Saber Interactive.

## Historia
En 1996 Michael Rogers y Ted Staloch fundaron Aspyr Media Inc en Austin, Texas. Staloch, que tenía experiencia en ventas y marketing y Rogers que había trabajado en Techworks, notaron que había una gran falta de títulos de juegos disponibles para los usuarios de Mac, por lo cual se propusieron a cambiar eso.
Según Rogers al nombrar la empresa querían "algo que significara aspirar y ser grande" y "memorable y único". Aspyr se hizo nombre especializándose en ports de videojuegos de Microsoft Windows a macOS.
En 2003 ya poseían el 60% del mercado de entretenimiento y videojuegos en Mac. En 2005, Aspyr llega a un acuerdo con Alex Seropian y lanzó su primer juego AAA titulado Stubbs The Zombie para Mac, Windows y Xbox. Para 2015 Aspyr amplía su catálogo al lanzar una versión para iOS de Star Wars: Knights of the Old Republic y más tarde el juego de rol de BioWare, Jade Empire título que también fue lanzado en dispositivos móviles, en esta ocasión Android. En 2015 Aspyr actualizó la versión de PC de Star Wars Knights of The Old Republic II: The Sith Lords con resolución nativa hasta 5K, Workshop de Steam, soporte para mandos y logros de Steam. En 2015 Aspyr desarrolló la versión remasterizada de Fahrenheit: Indigo Prophecy originalmente creado por Quantic Dream, todo esto para una audiencia mundial con características de juego mejoradas, imágenes y controles actualizados, así el como contenido que había sido censurado en el lanzamiento original norteamericano.
Aspyr ha publicado más de 190 juegos y ha agregado más de 90 miembros a su equipo desde 1996. En febrero de 2021, Aspyr fue adquirida por Embracer Group . La empresa se agregó como estudio bajo el mando de Saber Interactive dentro de Embracer.
En septiembre de 2021, se anunció que Aspyr estaba desarrollando una nueva versión de Knights of the Old Republic para Microsoft Windows y PlayStation 5 como exclusivo temporal. En agosto de 2022, Embracer anunció que Aspyr ya no está trabajando en el juego y que el desarrollo se trasladó a otro estudio, la razón fue problemas en el desarrollo.
Aspyr publicó Mythforce el primer juego diseñado por el estudio canadiense Beamdog Al día siguiente de anunciar esto, el 13 de abril de 2022, Embracer Group adquirió Beamdog y lo incorporó como subsidiaria de Aspyr.

## Juegos
Actualmente, el catálogo de Aspyr incluye juegos populares como Sid Meier's Civilization VI desarrollado en 2018 en Mac, Linux, iOS y Nintendo Switch, Torn y las reediciones de títulos de Lucasfilm Games (LucasArts): Star Wars Jedi Knight: Jedi Academy y Star Wars. Jedi Knight II: Jedi Outcast.